# Convención sobre la Eliminación de Todas las Formas de Discriminación contra la Mujer
La Convención sobre la Eliminación de Todas las Formas de Discriminación Contra la Mujer (CETFDCM; en inglés: Convention on the Elimination of all Forms of Discrimination Against Women, CEDAW) es un tratado internacional adoptado en 1979 por la Asamblea General de las Naciones Unidas. Descrito como una declaración internacional de derechos para las mujeres, fue instituido el 3 de septiembre de 1981 y ha sido ratificado por 189 estados. La CEDAW está considerada como el documento jurídico internacional más importante en la historia de la lucha sobre todas las formas de discriminación en contra de las mujeres.
Más de cincuenta países que han ratificado la Convención lo han hecho sujetos a ciertas declaraciones, reservas y objeciones, incluidos 38 países que rechazaron el artículo 29 de aplicación, que aborda los medios de solución de controversias relacionadas con la interpretación o aplicación de la Convención. La declaración de Australia señaló las limitaciones al poder del gobierno central como resultado de su sistema constitucional federal. Estados Unidos y Palaos han firmado, pero no ratificado el tratado. La Santa Sede, Irán, Somalia, Sudán y Tonga no son signatarios de la CEDAW.
El cumplimiento y aplicación de la Convención por parte de los países adheridos está supervisado por el Comité para la eliminación de la discriminación en contra de la mujer. En 1999 se firmó el Protocolo Facultativo de la Convención sobre la eliminación de todas las formas de discriminación contra la mujer, protocolo que establece los mecanismos de denuncia e investigación de la CEDAW y se otorga la competencia a este Comité para conocer denuncias de individuos o investigar «violaciones graves o sistemáticas» de la Convención. 
El Comité de la CEDAW está presidido desde febrero de 2023 por la española Ana Peláez Narváez.

## Historia
Es fruto del trabajo de años realizado por la Comisión de la Condición Jurídica y Social de la Mujer, que fue creada en 1946 por el Consejo Económico y Social de la ONU.
Dicha Comisión, basándose en la Declaración sobre la Eliminación de la Discriminación Contra la Mujer de Naciones Unidas de 1967, comenzó a preparar la CETFDCM en 1974. El 18 de diciembre de 1979 fue aprobada por la Asamblea General de Naciones Unidas y el 3 de septiembre de 1981 entró en vigor.

## La CETFDCM
La Convención sobre la Eliminación de Todas las Formas de Discriminación contra la Mujer consta de 30 artículos en los que se define explícitamente la discriminación contra las mujeres y establece una hoja de ruta de acción nacional para poner fin a tal forma de discriminación. La Convención se centra en la cultura y la tradición como fuerzas influyentes que dan forma a los roles de género y a las relaciones familiares.
También establece un programa de acción para poner fin a la discriminación por razón de sexo: los Estados que ratifican el Convenio tienen la obligación de consagrar la igualdad de género en su legislación nacional, derogar todas las disposiciones discriminatorias en sus leyes, y promulgar nuevas disposiciones para proteger contra la discriminación contra la mujer. También deben establecer tribunales y las instituciones públicas para garantizar a las mujeres una protección eficaz contra la discriminación, y adoptar medidas para eliminar todas las formas de discriminación contra la mujer practicada por personas, organizaciones y empresas.

### Discriminación contra la mujer
La Convención tiene como finalidad eliminar efectivamente todas las formas de discriminación contra la mujer, obligando a los estados a reformar las leyes con tal fin y discutir sobre la discriminación en el mundo. En su artículo 1, la CETFDCM define la discriminación contra la mujer como:

Cualquier distinción, exclusión o restricción hecha en base al sexo que tenga el efecto o propósito de disminuir o nulificar el reconocimiento, goce y ejercicio por parte de las mujeres, independientemente de su estado civil, sobre la base de igualdad del hombre y la mujer, de los derechos humanos y libertades fundamentales en las esferas política, económica, social, cultural, civil o en cualquier otra esfera.

### Derechos reproductivos
Es el primer tratado de derechos humanos que ratifica los derechos reproductivos de las mujeres,
convirtiéndose en una herramienta de defensa y ejercicio de las mujeres, contra cualquier forma de discriminación referente a este tema.

### Violencia contra las mujeres
Cuando se redactó la Convención la violencia contra las mujeres no encajaba en los parámetros jurídicos tradicionales, por ello la única referencia de la CEDAW está en el artículo 6:

Los Estados Partes tomarán todas las medidas apropiadas, incluso de carácter legislativo, para suprimir todas las fromas de trata de mujeres y explotación en la prostitución de la mujer"

En 1992, tras el impulso de la III Conferencia Mundial sobre la Mujer en Nairobi (1985) se aprobó la Recomendación General nº 19 de la CEDAW referida específicamente a la violencia contra la mujer.
En los Antecedentes establece que

1. La violencia contra la mujer es una forma de discriminación que inhibe gravemente la capacidad de la mujer de gozar de derechos y libertades en pie de igualdad con el hombre.

4. El Comité llegó a la conclusión de que los informes de los Estados Partes no siempre reflejaban de manera apropiada la estrecha vinculación entre la discriminación contra la mujer, la violencia contra la mujer, y las violaciones de los derechos humanos y las libertades fundamentales. La aplicación cabal de la Convención exige que los Estados Partes adopten medidas positivas para eliminar todos los aspectos de la violencia contra la mujer.

En las Observaciones generales

6. En el artículo 1 de la Convención se define la discriminación contra la mujer. En la definición de la discriminación se incluye la violencia basada en el sexo, es decir, la violencia dirigida contra la mujer porque es mujer o que la afecta en forma desproporcionada. Se incluyen actos que infligen daño o sufrimiento de índole física, mental o sexual, las amenazas de esos actos, la coacción y otras formas de privación de la libertad. La violencia contra la mujer puede contravenir disposiciones concretas de la Convención, independientemente de que en ellas se mencione expresamente a la violencia o no.

7. La violencia contra la mujer, que menoscaba o anula el goce por la mujer de sus derechos humanos y libertades fundamentales en virtud del derecho internacional o de convenios específicos de derechos humanos, constituye discriminación, tal como se entiende en el artículo 1 de la Convención.

En 1993 la Asamblea General de la ONU aprueba la Declaración sobre la eliminación de la violencia contra la mujer, aunque no es vinculante como la CEDAW.

## Protocolo Facultativo
El Protocolo Facultativo es un instrumento complementario de la Convención, que permite a las partes a reconocer la competencia del Comité para la Eliminación de la Discriminación contra la Mujer para examinar las denuncias de particulares.
El Protocolo Facultativo fue aprobado por la Asamblea General de Naciones Unidas el 10 de diciembre de 1999 y entró en vigencia el 22 de diciembre de 2000, luego de recibirse la décima ratificación. Hasta 2006, 87 países lo habían ratificado.

## Miembros adheridos
Hasta 2020, 189 países habían ratificado o se habían adherido a la convención, mientras que Estados Unidos y Sudán del Sur, la habían firmado pero no ratificado. Solo siete países: Irán, Nauru, Palaos, Catar, Somalia, Sudán y Tonga, además de la Santa Sede, no habían firmado para esta fecha la convención. Afganistán, firmó y ratificó la convención. Algunos estados mantienen reservas sobre el cumplimiento de algunos de los artículos.

## Comité para la Eliminación de la Discriminación contra la Mujer
El Comité para la Eliminación de la Discriminación contra la Mujer está formado por 23 personas personas expertas independientes de todo el mundo que supervisa la aplicación de la Convención sobre la eliminación de todas las formas de discriminación contra la mujer.
Los países que se han adherido al tratado (Estados Partes) tienen la obligación de presentar al Comité informes periódicos relativos a la aplicación de los derechos amparados por la Convención. En sus reuniones, el Comité examina los informes y formula a cada Estado Parte sus preocupaciones y recomendaciones en forma de observaciones finales.
De conformidad con el Protocolo Facultativo de la Convención, el Comité dispone de un mandato para:
- Recibir comunicaciones de personas o grupos de personas que le presenten denuncias sobre violaciones de los derechos amparados por la Convención. En algunos países existen grupos de trabajo que realizan informes sobre el cumplimiento de la Convención por parte de los estados.[19][20]
- Iniciar investigaciones sobre casos de violaciones graves o sistemáticas de los derechos de las mujeres. Estos procedimientos son facultativos y solo están disponibles si el Estado interesado los ha aceptado.
- El Comité también formula recomendaciones generales y sugerencias. Las recomendaciones generales se remiten a los Estados y tratan de artículos o temas que figuran en las Convenciones.